# スヴァールバル諸島の博物館の一覧
スヴァールバル諸島の博物館の一覧（スヴァールバルしょとうのはくぶつかんのいちらん）はノルウェーのスヴァールバル諸島にある博物館の一覧である。

## 一覧
- バレンツブルクにあるバレンツブルクポモール博物館（英語版）
- ニーオーレスンにあるニーオーレスンの町と鉱山博物館
- ピラミーデンにあるピラミデン博物館（英語版）
- ロングイェールビーンにあるスピッツベルゲン航空博物館（英語版）
- ロングイェールビーンにあるスバールバル博物館（英語版）